# Arnold Denker
Arnold Sheldon Denker (20 de fevereiro de 1914 - 2 de janeiro de 2005) foi um Grande Mestre de xadrez e escritor americano.
Denker nasceu em Nova Iorque. Tornou-se um Mestre Internacional em 1950 (o ano em que o título foi dado pela primeira vez pela FIDE) e em 1981 a FIDE deu a Dekner um título honorário de Grande Mestre. Foi um organizador de campeonatos de xadrez, tendo atuado no Conselho da Fundação de Xadrez Americana, a Federação de Xadrez dos Estados Unidos, e do U.S. Chess Trust, a última organizadora do prestigioso Denker Tournament of High School Champions, realizado no mesmo perído do Aberto de Xadrez dos Estados Unidos. Foi também um oficial da FIDE. Seu último rating ELO era de 2293. Em 11 de julho de 2004, recebeu a maior honra de xadrez americano, o "Diretor de Xadrez Americano", da Federação de Xadrez dos Estados Unidos, a terceira pessoa a receber esta honra.